# Грязновский сельсовет (Тамбовская область)
Грязновский сельсовет — сельское поселение в Сосновском районе Тамбовской области Российской Федерации.
Административный центр — село Новое Грязное.

## История
Статус и границы сельского поселения установлены Законом Тамбовской области от 17 сентября 2004 года № 232-З «Об установлении границ и определении места нахождения представительных органов муниципальных образований в Тамбовской области».

## Население
| 2010 | 2012  | 2013  | 2014  | 2015 | 2016 | 2017 |
| ---- | ----- | ----- | ----- | ---- | ---- | ---- |
| 1010 | ↗1022 | ↗1039 | →1039 | ↘993 | ↘947 | ↘932 |
| 2018 | 2019  | 2020  | 2021  |      |      |      |
| ↘913 | ↘884  | ↘852  | ↗894  |      |      |      |

## Состав сельского поселения
| № | Населённый пункт | Тип населённого пункта       | Население |
| - | ---------------- | ---------------------------- | --------- |
| 1 | Новое Грязное    | село, административный центр | 551       |
| 2 | Старое Грязное   | село                         | 459       |